# Orcal Astor 125
 (mai 2024).
Pour les articles homonymes, voir Astor.
La Orcal Astor 125 est un modèle de moto de type roadster, de la marque française Orcal, produit entre 2015 et 2023. Ce modèle est fabriqué en Chine, à l'usine Senke Motor de Heshan.

## Description
L'Astor est un roadster néo-rétro animé par un moteur monocylindre de 125 cm3 issu de la Yamaha YBR qui intègre un arbre d'équilibrage. Elle bénéficie d'un réservoir bi-ton vernis, d'un pot tromblon en inox, de jantes à rayons aluminium, de deux béquilles centrale et latérale à coupe-circuit et d'une finition soignée.

## Évolution
Une injection Mikuni et le freinage de type couplé à la pédale apparaissent en 2017.
Une version III de l'Astor est prévue en 2024.